# Несправжні аспіди
Несправжні аспіди (Aspidomorphus) — рід отруйних змій з родини Аспідові. Має 3 види. Інша назва «комірцеві аспіди».

## Опис
Загальна довжина представників цього роду досягає 1 м. Голова помірного розміру, широка. Тулуб сплощений, кремезний На довгій верхньощелепної кістки у них за отруйними іклами розташовано 8-12 дрібних зубів. Забарвлення здебільшого однотонне — коричневе з різними відтінками, оливкове, буре. Є види зі смужками та лініями уздовж тулуба. Отрута слабенька

## Спосіб життя
Полюбляють тропічні ліси. Активні вночі. Харчуються дрібними ящірками та комахами.
Це яйцекладні змії.

## Розповсюдження
Це ендемік острова Нова Гвінея.

## Види
- Aspidomorphus lineaticollis
- Aspidomorphus muelleri
- Aspidomorphus schlegeli